# سورن اچ اچ لارسن
 سورن اچ اچ لارسن (انگلیسی: Søren H. H. Larsen؛ زاده ۱۹۲۰ درگذشته ۱۹۹۷) یک فیزیک‌دان اهل نروژ بود.